# Vojenská správa nacistického Německa

Evropa na vrcholu německé nadvlády (1942)
Německo (+ Protektorát Čechy a Morava a Generální gouvernement)
Civilně řízená okupovaná území (Říšské komisariáty) + loutkové vlády (Slovenský štát, Vichistická Francie)
Vojensky řízená okupovaná území

Území obsazená nacistickým Německem, která nebyla převedena pod civilní správu, byla po celou dobu okupace řízena vojenskou správou (německy Militärverwaltung).  
- Vojenská správa Belgie a severní Francie
- Vojenská správa Francie
- Území vojenského velitele v Srbsku
- Německá okupační zóna v Řecku
- Okupovaná území Sovětského svazu